# Zgrada bivše osnovne škole u Kučama
Zgrada bivše osnovne škole (Kuče), građevina u mjestu Kuče i općini Velika Gorica, zaštićeno kulturno dobro.

## Opis
Školska zgrada, drvena katnica, jedinstvena je škola od hrastove građe u Hrvatskoj. Škola je značajna za kulturnu povijest naselja. Izgrađena je kao prva škola u Kučama 1923. g. na parceli gdje se prethodno nalazila Opčinska hiža za potrebe Plemenite sučije Kuče, a gradnju je plemenita općina turopoljska povjerila građevnom mjerniku Nikoli Hribaru. Škola je nastavu započela s 5 razreda na katu, a u prizemlju je prostorija prema ulici služila za sastanke Plemenite sučije Kuče (jedne od 22 koje pripadaju Plemenitoj opčini turopoljskoj) dok je ostatak prizemlja bio funkciji učiteljskog stana. U funkciji škole bila je do 1970. g., a od tada se koristi za različite potrebe naselja.

## Zaštita
Pod oznakom Z-5873 zaveden je kao nepokretno kulturno dobro - pojedinačno, pravna statusa zaštićena kulturnog dobra, klasificirano kao "sakralna graditeljska baština".